# KAT-TUNの世界一ダメな夜!
『KAT-TUNの世界一ダメな夜!』（カトゥーンのせかいいちダメなよる!）は、TBS系列で放送されていたKAT-TUNの冠番組。

## 概要
KAT-TUNが世界一ダメな夜を楽しみ、ダメから学ぶ番組。
始めは2012年1月2日（元日深夜）と4月4日（3日深夜）の2回特番で放送し好評だったため、同年8月25日（24日深夜）から0:20 - 0:50枠でレギュラー化。レギュラー初回、最終回は1時間SPで放送された。

## 出演者

### メイン司会
- KAT-TUN（亀梨和也・田口淳之介・田中聖・上田竜也・中丸雄一）

### 進行
- 有吉弘行
- バナナマン（設楽統・日村勇紀）（第1回）
- IKKO（第1回）
- おぎやはぎ（小木博明・矢作兼）（第2回）
- 加藤シルビア（TBSアナウンサー／レギュラー版）
- 田中みな実（当時TBSアナウンサー／レギュラー版）
- 堀井美香（TBSアナウンサー／レギュラー版）

### ナレーション
- 山崎和佳奈

### ゲスト
- 竜兵会（上島竜兵、肥後克広、デンジャラス、すぎ。）
- 蝶野正洋（第1回）
- 藤崎マーケット（第2回）
- 2700（第2回）
- 天山広吉（第2回）
- 竹内力（第2回）
- 大久保佳代子（オアシズ）（第2回）

## コーナー
ダメのど自慢大会
歌が下手な出場者がそれぞれ一曲ずつ歌を披露するのど自慢大会。KAT‐TUNの5人と土田晃之が審査員となり、それぞれが一斗缶を持ちコケた際の音量の大きさで「一番ダメだった人間」を審査する。
ロックじゃないとダメな飯
ロックファッション（革ジャン）に身を包んだKAT-TUNとロックの象徴(ゲスト)が人気飲食店に行き“ロックじゃなきゃダメ!”というルールのもと、注文から食べ方までいかにロックだったかを判定していく。ロックじゃないと判断されたメンバーには罰ゲームとしてロックの番人アレクサンダー大塚に多量の氷を背中に入れられる(上田は罰ゲームを受けてない)。
世界一ダメなトークショー
別室で待機している中丸以外のKAT-TUNメンバーが指令カードを引き、その指令を架空番組の司会役の中丸に実行させる。

## 放送リスト
| 2012年 | 2012年        | 2012年                                                                               | 2012年                                                                                       | 2012年                                                                          |
| 回数   | 放送日（TBS） | 放送内容                                                                             | 進行                                                                                         | ゲスト                                                                          |
| ------ | ------------- | ------------------------------------------------------------------------------------ | -------------------------------------------------------------------------------------------- | ------------------------------------------------------------------------------- |
| SP1    | 1月1日        |                                                                                      |                                                                                              |                                                                                 |
| SP2    | 4月3日        |                                                                                      |                                                                                              |                                                                                 |
| 第1回  | 8月24日       | KAT-TUN熱湯警備隊、ダメのど自慢、今夜のダメなところを反省!                           | 勝俣州和（ダメな夜総合司会）、田中みな実、加藤シルビア、土田晃之（熱湯警備隊隊長）、上島竜兵 | 伊藤隆佑、スギちゃん、大久保佳代子                                              |
| 第2回  | 8月31日       | ロックじゃないとダメな飯、今夜のダメなところを反省!                                  | 勝俣州和（ロック飯司会）、加藤シルビア（ロック飯アシスタント）                               | 大友康平(ロック審査委員長)                                                      |
| 第3回  | 9月7日        | 様々な企画にノッっちゃダメ、今夜のダメなところを反省!                                | 河本準一（ダメな夜総合司会）、大久保佳代子（ダメな夜ナビゲーター）、加藤シルビア             | 藤崎マーケット、レギュラー、竹原慎二、テツandトモ                               |
| 第4回  | 9月14日       | 世界一ダメなトークショー〜ドリーム&メモリーズトークの泉〜、今後のダメ企画を考えよう! | 土田晃之、中丸雄一（ドリーム&メモリーズMC）、堀井美香（ドリーム&メモリーズ司会）             | 浅香光代                                                                        |
| 第5回  | 9月21日       | ロックじゃないとダメな飯、上田竜也WDA世界ダメダメボクシング前哨戦!緊急記者会見       | 土田晃之（ロック飯チェアマン）、加藤シルビア（ロック飯アシスタント）                         | 大友康平(ロック審査委員長)                                                      |
| 第6回  | 10月12日      | 勝たなきゃダメ!PK対決!                                                               | 河本準一、佐藤文康（実況）、田中みな実                                                       | 横浜Fマリノスの選手（中村俊輔、中澤佑二、栗原勇蔵、飯倉大樹、齋藤学、小野裕二） |
| 第7回  | 10月19日      | 世界一ダメなトークショーPart2 〜中丸雄一のあなたに逢いたいトークの翼〜               | 河本準一、中丸雄一（羽ばたく翼）、堀井美香（トークの翼司会）                                 | 秋野暢子                                                                        |
| 第8回  | 10月26日      | ビビっちゃダメ!                                                                      | 土田晃之、大久保佳代子                                                                       |                                                                                 |
| 第9回  | 11月2日       | ビビっちゃダメ!〜第2章〜 世界一ダメなスタッフ60人が選んだもう一度見たいシーンベスト5 | 土田晃之、大久保佳代子                                                                       | 上島竜兵、肥後克広                                                              |
| 第10回 | 11月9日       | 世界一ダメなかけ算 KAT-TUN×寺門ジモン×焼肉屋                                         | 土田晃之、大久保佳代子                                                                       | 寺門ジモン                                                                      |
| 第11回 | 11月16日      | ドロップキック商店街〜前編〜                                                         | 勝俣州和（解説）、佐藤文康（実況）、加藤シルビア（ゲスト）                                   | お花茶屋商店街石井幹雄理事長                                                    |
| 第12回 | 11月23日      | ドロップキック商店街〜後編〜                                                         | 勝俣州和（解説）、佐藤文康（実況）、加藤シルビア（ゲスト）                                   |                                                                                 |
| 第13回 | 11月30日      | 世界一ダメなかけ算 KAT-TUN×内田裕也×遊園地                                           | ナイツ (お笑いコンビ)、加藤シルビア                                                          | 内田裕也                                                                        |
| 第14回 | 12月7日       | 世界一ダメなかけ算 KAT-TUN×内田裕也×遊園地〜完結編〜                                 | ナイツ、加藤シルビア                                                                         | 内田裕也                                                                        |
| 第15回 | 12月14日      | ロックじゃないとダメな飯                                                             | 土田晃之（ロック飯チェアマン）、加藤シルビア（ロック飯アシスタント）、吉田明世（見学）       | ダイアモンドユカイ(ロック審査委員長)                                            |
| 第16回 | 12月21日      | 世界一ダメなトークショーPart3                                                        | ビビる大木                                                                                   | ガッツ石松                                                                      |
| 第17回 | 12月28日      | 世界一ダメなトークショー、ロックじゃないとダメな飯                                   | 河本準一、土田晃之、加藤シルビア、吉田明世                                                   | 梅沢富美男、ダイアモンドユカイ(ロック審査委員長)、錦野旦、鈴木拓、品川庄司      |

## ネット局

### 第1回
| 放送対象地域   | 放送局                | 系列    | 放送日時                              | 遅れ       |
| -------------- | --------------------- | ------- | ------------------------------------- | ---------- |
| 関東広域圏     | TBSテレビ（TBS）      | TBS系列 | 2012年1月2日（1日深夜）0:45 - 1:45    | 製作局     |
| 北海道         | 北海道放送（HBC）     | TBS系列 | 2012年1月2日（1日深夜）0:45 - 1:45    | 同時ネット |
| 長野県         | 信越放送（SBC）       | TBS系列 | 2012年1月2日（1日深夜）0:45 - 1:45    | 同時ネット |
| 静岡県         | 静岡放送（SBS）       | TBS系列 | 2012年1月2日（1日深夜）0:45 - 1:45    | 同時ネット |
| 石川県         | 北陸放送（MRO）       | TBS系列 | 2012年1月2日（1日深夜）0:45 - 1:45    | 同時ネット |
| 中京広域圏     | 中部日本放送（CBC）   | TBS系列 | 2012年1月2日（1日深夜）0:45 - 1:45    | 同時ネット |
| 山形県         | テレビユー山形（TUY） | TBS系列 | 2012年1月9日23:50 - 翌0:50            | 8日遅れ    |
| 新潟県         | 新潟放送（BSN）       | TBS系列 | 2012年1月9日23:50 - 翌0:50            | 8日遅れ    |
| 熊本県         | 熊本放送（RKK）       | TBS系列 | 2012年1月10日23:50 - 翌0:50           | 9日遅れ    |
| 岡山県・香川県 | 山陽放送（RSK）       | TBS系列 | 2012年1月14日14:00 - 15:00            | 13日遅れ   |
| 山口県         | テレビ山口（tys）     | TBS系列 | 2012年1月15日12:54 - 13:54            | 14日遅れ   |
| 青森県         | 青森テレビ（ATV）     | TBS系列 | 2012年1月19日23:50 - 翌0:50           | 18日遅れ   |
| 山梨県         | テレビ山梨（UTY）     | TBS系列 | 2012年1月27日（26日深夜）0:30 - 1:25  | 25日遅れ   |
| 宮城県         | 東北放送（TBC）       | TBS系列 | 2012年3月21日23:50 - 翌0:50           | 80日遅れ   |
| 広島県         | 中国放送（RCC）       | TBS系列 | 2012年4月3日（2日深夜）0:50 - 1:50    | 92日遅れ   |
| 福島県         | テレビユー福島（TUF） | TBS系列 | 2012年4月17日（16日深夜）0:20 - 1:20  | 106日遅れ  |
| 福岡県         | RKB毎日放送（RKB）    | TBS系列 | 2012年10月19日（18日深夜）1:10 - 2:10 | 291日遅れ  |

### 第2回
| 放送対象地域   | 放送局                    | 系列    | 放送日時                             | 遅れ       |
| -------------- | ------------------------- | ------- | ------------------------------------ | ---------- |
| 関東広域圏     | TBSテレビ（TBS）          | TBS系列 | 2012年4月4日（3日深夜）0:10 - 1:10   | 製作局     |
| 山形県         | テレビユー山形（TUY）     | TBS系列 | 2012年4月4日（3日深夜）0:10 - 1:10   | 同時ネット |
| 福島県         | テレビユー福島（TUF）     | TBS系列 | 2012年4月4日（3日深夜）0:10 - 1:10   | 同時ネット |
| 長野県         | 信越放送（SBC）           | TBS系列 | 2012年4月4日（3日深夜）0:10 - 1:10   | 同時ネット |
| 静岡県         | 静岡放送（SBS）           | TBS系列 | 2012年4月4日（3日深夜）0:10 - 1:10   | 同時ネット |
| 岡山県・香川県 | 山陽放送（RSK）           | TBS系列 | 2012年4月4日（3日深夜）0:10 - 1:10   | 同時ネット |
| 山口県         | テレビ山口（tys）         | TBS系列 | 2012年4月4日（3日深夜）0:10 - 1:10   | 同時ネット |
| 鹿児島県       | 南日本放送（MBC）         | TBS系列 | 2012年4月12日（11日深夜）0:40 - 1:40 | 8日遅れ    |
| 鳥取県・島根県 | 山陰放送（BSS）           | TBS系列 | 2012年4月16日23:50 - 翌0:50          | 13日遅れ   |
| 石川県         | 北陸放送（MRO）           | TBS系列 | 2012年4月17日（16日深夜）0:25 - 1:25 | 13日遅れ   |
| 熊本県         | 熊本放送（RKK）           | TBS系列 | 2012年4月17日（16日深夜）0:25 - 1:25 | 13日遅れ   |
| 大分県         | 大分放送（OBS）           | TBS系列 | 2012年4月17日（16日深夜）0:25 - 1:25 | 13日遅れ   |
| 山梨県         | テレビ山梨（UTY）         | TBS系列 | 2012年4月17日（16日深夜）0:30 - 1:30 | 13日遅れ   |
| 広島県         | 中国放送（RCC）           | TBS系列 | 2012年4月17日（16日深夜）0:50 - 1:50 | 13日遅れ   |
| 北海道         | 北海道放送（HBC）         | TBS系列 | 2012年4月18日（17日深夜）0:20 - 1:21 | 14日遅れ   |
| 中京広域圏     | 中部日本放送（CBC）       | TBS系列 | 2012年4月18日23:50 - 翌0:55          | 15日遅れ   |
| 沖縄県         | 琉球放送（RBC）           | TBS系列 | 2012年4月20日（19日深夜）0:02 - 1:02 | 16日遅れ   |
| 新潟県         | 新潟放送（BSN）           | TBS系列 | 2012年4月23日（22日深夜）0:50 - 1:50 | 19日遅れ   |
| 富山県         | チューリップテレビ（TUT） | TBS系列 | 2012年4月30日（29日深夜）0:50 - 1:50 | 26日遅れ   |
| 青森県         | 青森テレビ（ATV）         | TBS系列 | 2012年5月3日23:50 - 翌0:50           | 30日遅れ   |
| 宮城県         | 東北放送（TBC）           | TBS系列 | 2012年6月30日（29日深夜）0:40 - 1:40 | 87日遅れ   |
| 宮崎県         | 宮崎放送（MRT）           | TBS系列 | 2012年8月11日（10日深夜）0:55 - 1:55 | 129日遅れ  |
| 福岡県         | RKB毎日放送（RKB）        | TBS系列 | 2012年10月25日23:55 - 翌0:55         | 205日遅れ  |

### レギュラー版
| 放送対象地域   | 放送局                | 系列    | 放送期間                       | 放送日時                     | 遅れ       |
| -------------- | --------------------- | ------- | ------------------------------ | ---------------------------- | ---------- |
| 関東広域圏     | TBSテレビ（TBS）      | TBS系列 | 2012年8月25日 - 12月29日       | 土曜 0:20 - 0:50（金曜深夜） | 制作局     |
| 静岡県         | 静岡放送（SBS）       | TBS系列 | 2012年8月31日 - 12月29日       | 土曜 0:20 - 0:50（金曜深夜） | 同時ネット |
| 北海道         | 北海道放送（HBC）     | TBS系列 | 2012年9月5日 - 12月29日        | 水曜 0:20 - 0:51（火曜深夜） | 11日遅れ   |
| 岡山県・香川県 | 山陽放送（RSK）       | TBS系列 | 2012年9月5日 - 2013年1月23日   | 水曜 1:50 - 2:20（火曜深夜） | 25日遅れ   |
| 山梨県         | テレビ山梨（UTY）     | TBS系列 | 2012年9月8日 -                 | 土曜 1:10 - 1:40（金曜深夜） | 28日遅れ   |
| 中京広域圏     | 中部日本放送（CBC）   | TBS系列 | 2012年9月8日 - 12月29日        | 土曜 2:00 - 2:30（金曜深夜） | 14日遅れ   |
| 鹿児島県       | 南日本放送（MBC）     | TBS系列 | 2012年10月3日 - 2013年2月6日   | 水曜 0:10 - 1:40（火曜深夜） | 39日遅れ   |
| 青森県         | 青森テレビ（ATV）     | TBS系列 | 2012年10月6日 -                | 土曜 0:20 - 0:50（金曜深夜） | 42日遅れ   |
| 新潟県         | 新潟放送（BSN）       | TBS系列 | 2012年10月6日 -                | 土曜 0:20 - 0:50（金曜深夜） | 42日遅れ   |
| 長崎県         | 長崎放送（NBC）       | TBS系列 | 2012年10月9日 - 2013年2月12日  | 火曜 1:00 - 1:30（月曜深夜） | 45日遅れ   |
| 鳥取県・島根県 | 山陰放送（BSS）       | TBS系列 | 2012年10月9日 - 2013年2月12日  | 火曜 1:25 - 1:55（月曜深夜） | 45日遅れ   |
| 山口県         | テレビ山口（tys）     | TBS系列 | 2012年10月10日 - 2013年2月20日 | 水曜 1:20 - 1:50（火曜深夜） | 46日遅れ   |
| 岩手県         | IBC岩手放送（IBC）    | TBS系列 | 2012年10月13日 - 12月29日      | 土曜 0:20 - 0:50（金曜深夜） | 49日遅れ   |
| 広島県         | 中国放送（RCC）       | TBS系列 | 2012年10月19日 - 2013年2月22日 | 金曜 0:50 - 1:20（木曜深夜） | 55日遅れ   |
| 福島県         | テレビユー福島（TUF） | TBS系列 | 2012年10月25日 - 2013年2月28日 | 木曜 0:20 - 0:50（水曜深夜） | 61日遅れ   |
| 福岡県         | RKB毎日放送（RKB）    | TBS系列 | 2012年11月2日 - 2013年3月8日   | 金曜 0:55 - 1:25（木曜深夜） | 69日遅れ   |
| 長野県         | 信越放送（SBC）       | TBS系列 | 2013年2月7日 - 5月30日         | 木曜 23:58 - 翌0:28          | 未定       |
| 宮城県         | 東北放送（TBC）       | TBS系列 | 2015年4月22日 -                | 水曜 0:43 - 1:13（火曜深夜） | 未定       |

## スタッフ
- 構成:桜井慎一、小川栄策、佐藤俊明
- ナレーション:山崎和佳奈
- ロケ技術：
  - カメラ:清水利彦
  - VE:石田順一
  - 音声:中川繁
  - 照明:前田貢伺
- スタジオ技術：
  - TM:荒木健一
  - TD:山田賢司
  - VE:佐藤公幸
  - CC:川井由紀男
  - MIX:田村真紀
  - LD:加藤由美子
- 美術プロデューサー:東立
- 美術:芳賀基広
- デザイン:中村嘉邦
- 車両:コム
- メイク:MARVEE
- スタイリスト:野友健二
- CG:アイヴリックスタジオ
- 編集:増田直人
- MA:阿世知貴彦、坪井翔太
- 音効:石見知哉
- TK:山口佳奈絵
- ロケ技術協力:RE：、東京VPR、交音社、プログレッソ
- スタジオ技術協力:エヌエスティー、TAMCO、TLC
- 技術協力:ザ・チューブ
- 協力:ジャニーズ事務所
- 編成:渡辺信也（TBS）、坂田栄治（TBS）
- 宣伝:小林恵美子（TBS）
- 制作進行:村上スイカ
- AP:二階堂恵、清水由花
- ディレクター:塚田秋春、佐藤一輝
- 制作:菊野浩樹
- プロデューサー:田村恵里（TBS）、小林岳夫（ロード・トゥ・シャングリラ）
- 監督:マッコイ斉藤
- 制作協力:SHO-GUN
- 製作著作:TBS